# 直川公俊
直川 公俊（のうがわ きみとし、1984年2月6日 - ）は、イタリアサッカーリーグ・セリエDのクラブチームリカータ・カルチョの会長。和歌山県出身の元サッカー選手。ポジションはMF。2007年にはアジア人として初となるアフリカンチャンピオンズリーグ出場を果たした。

## 来歴
小学4年からサッカーを始め、U-12和歌山県選抜に選出。由良FCやセレッソ大阪ジュニアユースでプレーし、中学卒業後和歌山県内の高校へ進学した。高校1年の頃U-17日本代表に選出される。
2年の終わり頃に立正大学淞南高校に転校し、冬の全国高校サッカー選手権大会に出場した。
高校卒業後、静岡産業大学へ進学するが、サッカー部に籍をおかず、海外留学への道を模索。
大学在籍時、ラホール・アカデミー・フィレンツェのサッカー留学支援にて、2003年2月からの2ヶ月間、イタリアセリエAのブレシアに短期留学。ロベルト・バッジョやジョゼップ・グアルディオラ、ルカ・トニも当時在籍しており、共に練習をする機会に恵まれる。その後はブラジルに渡り、各クラブで練習生として修行を積んだ。
2004年1月にエクストラクラサのグールニク・ザブジェと念願の選手契約を結んだ。6試合2アシストというまずまずの成績を残し、リーグ・アンのASサンテティエンヌが興味を示す。
2005年9月にはルーマニア2部のFCMトラゴビスタと契約を結ぶ。
2004年12月23日に行われた前年6月のコンフェデレーションズカップ試合中に心臓発作で急逝した元カメルーン代表MFフォエの追悼試合に招待され、サミュエル・エトオやリゴベール・ソングなどのカメルーン代表選手とプレー。これをきっかけに、同国1部リーグのキャノン・ヤウンデに興味を持たれ、2006年に、翌年2007年1月からの9ヶ月間の契約で入団する事が決まった。
2008年1月には、イタリア2部のブレシアへの、2009年1月には、6ヶ月間の契約でポーランド2部のZKSスタル・スタロワ・ウォラへの移籍が決まった。
2004年、ポーランドに移籍した際、ズラタン・イブラヒモビッチやパベル・ネドベドの代理人、ミノ・ライオラ、ガブリエルがサポートをした。
2006年、イスラエル1部リーグ マカビ・ネターニャに練習参加した際、リオ・ファーディナンド、スベン・エリクソンの代理人、またはチェルシーの会長ロマン・アブラモビッチのアドバイザー務めるビニ・ザハビがサポートをした。

## 所属クラブ
- 1993年-  由良FC
- 1996年  セレッソ大阪ジュニアユース
- 1997年  由良FC
- 1999年  立正大学淞南高校
- 2003年  ロンドリーナEC(ブラジル2部)
- 2004年  グールニク・ザブジェ(ポーランド1部)
- 2005年  FCMトラゴビスタ(ルーマニア2部)
- 2006年  ポルト・デ・パンタン(フランス)
- 2007年1月-  キャノン・ヤウンデ(カメルーン1部)
- 2008年1月  ブレシア・カルチョ(イタリア2部)
- 2009年1月-  ZKSスタル・スタロワ・ウォラ(ポーランド2部)

## 個人成績
| 国内大会個人成績 | 国内大会個人成績            | 国内大会個人成績 | 国内大会個人成績 | 国内大会個人成績 | 国内大会個人成績 | 国内大会個人成績 | 国内大会個人成績 | 国内大会個人成績 | 国内大会個人成績 | 国内大会個人成績 | 国内大会個人成績 |
| 年度             | クラブ                      | 背番号           | リーグ           | リーグ戦         | リーグ戦         | リーグ杯         | リーグ杯         | オープン杯       | オープン杯       | 期間通算         | 期間通算         |
| 年度             | クラブ                      | 背番号           | リーグ           | 出場             | 得点             | 出場             | 得点             | 出場             | 得点             | 出場             | 得点             |
| ブラジル         | ブラジル                    | ブラジル         | ブラジル         | リーグ戦         | リーグ戦         | ブラジル杯       | ブラジル杯       | オープン杯       | オープン杯       | 期間通算         | 期間通算         |
| ---------------- | --------------------------- | ---------------- | ---------------- | ---------------- | ---------------- | ---------------- | ---------------- | ---------------- | ---------------- | ---------------- | ---------------- |
| 2003             | ロンドリーナEC              |                  | セリエB          |                  |                  |                  |                  |                  |                  |                  |                  |
| ポーランド       | ポーランド                  | ポーランド       | ポーランド       | リーグ戦         | リーグ戦         | リーグ杯         | リーグ杯         | オープン杯       | オープン杯       | 期間通算         | 期間通算         |
| 2004-05          | グールニク・ザブジェ        |                  | 1部              | 3                | 0                |                  |                  |                  |                  |                  |                  |
| ルーマニア       | ルーマニア                  | ルーマニア       | ルーマニア       | リーグ戦         | リーグ戦         | リーグ杯         | リーグ杯         | ルーマニア杯     | ルーマニア杯     | 期間通算         | 期間通算         |
| 2005             | FCM トラゴビスタ            |                  | 2部              | 2                | 0                |                  |                  |                  |                  |                  |                  |
| フランス         | フランス                    | フランス         | フランス         | リーグ戦         | リーグ戦         | F・リーグ杯      | F・リーグ杯      | フランス杯       | フランス杯       | 期間通算         | 期間通算         |
| 2006             | ポルト・デ・パンタン        |                  |                  |                  |                  |                  |                  |                  |                  |                  |                  |
| カメルーン       | カメルーン                  | カメルーン       | カメルーン       | リーグ戦         | リーグ戦         | リーグ杯         | リーグ杯         | オープン杯       | オープン杯       | 期間通算         | 期間通算         |
| 2007             | キャノン・ヤウンデ          |                  | 1部              |                  |                  |                  |                  |                  |                  |                  |                  |
| イタリア         | イタリア                    | イタリア         | イタリア         | リーグ戦         | リーグ戦         | イタリア杯       | イタリア杯       | オープン杯       | オープン杯       | 期間通算         | 期間通算         |
| 2008             | ブレシア・カルチョ          |                  | セリエB          |                  |                  |                  |                  |                  |                  |                  |                  |
| ポーランド       | ポーランド                  | ポーランド       | ポーランド       | リーグ戦         | リーグ戦         | リーグ杯         | リーグ杯         | オープン杯       | オープン杯       | 期間通算         | 期間通算         |
| 2009             | ZKSスタル・スタロワ・ウォラ |                  | 2部              |                  |                  |                  |                  |                  |                  |                  |                  |

## 代表歴
- U-15西日本代表
- U-17日本代表